# 4. krajiška brigada (NOVJ)
Za druge 4. brigade glejte 4. brigada.
4. krajiška brigada je bila brigada v sestavi Narodnoosvobodilne vojske in partizanskih odredov Jugoslavije in ki je delovala med drugo svetovno vojno na področju Kraljevine Jugoslavije.

## Zgodovina
Brigada je bila ustanovljena 9. septembra 1942 s 3 bataljoni, pri čemer je imela 747 borcev.

## Organizacija
- štab
- 3x bataljon